# Freundliche Blattohrmaus
Die im westlichen Peru endemische Freundliche Blattohrmaus (Phyllotis amicus) ist ein Nagetier in der Familie der Wühler. Laut genetischen Studien ist sie die Schwesterart der Lima-Blattohrmaus (Phyllotis limatus). Eine anfänglich dieser Art zugerechnete Population in Argentinien wurde später als Chaco-Zwergreisratte (Oligoryzomys chacoensis) identifiziert.
Der vereinzelt vorkommende Name Peru-Blattohrmaus wird auch für die Sechura-Blattohrmaus (Phyllotis/Paralomys gerbillus) benutzt.

## Merkmale
Diese Blattohrmaus ist ohne Schwanz 80 bis 85 mm lang, die Schwanzlänge beträgt 100 bis 105 mm und das Gewicht liegt bei 18 bis 28 g. Es kommen 22 bis 23 mm lange Hinterfüße und 19 bis 25 mm lange Ohren vor. Bei den meisten Exemplaren sind die Ohren länger als die Füße. Das oberseitige Fell zeigt verschiedene Variationen von Braun, während die Unterseite weiß ist. Allgemein sind nördliche Populationen kleiner und intensiver gefärbt. Typisch sind eine nur 3,5 bis 4,2 mm lange Reihe von Molaren und ein großes kugelrundes Paukenteil im Schläfenbein. Der diploide Chromosomensatz besteht aus 38 Chromosomen (2n=38).

## Verbreitung und Lebensweise
Die Art bewohnt fast den gesamten Küstenbereich Perus von Piura bis nördlich von Arequipa. Sie lebt im Hügel- und Bergland zwischen 50 und 2800 Meter Höhe. Die Freundliche Blattohrmaus hält sich in trockenen und steinigen Regionen mit wenig Bewuchs auf. Typische Gewächse sind Tillandsien und Kakteen.
Das nachtaktive Tier lebt auf dem Boden. Es ernährt sich von Insekten, Pflanzensamen und anderen Pflanzenteilen. Die einzelnen Exemplare leben meist weit verstreut und wandern pro Nacht durchschnittlich 44,5 Meter. Paarungen können zu allen Jahreszeiten erfolgen. In Gefangenschaft wurden nach 24 Tagen Trächtigkeit bis zu drei Nachkommen geboren.

## Gefährdung
Regional können sich Landschaftsveränderungen negativ auswirken. Mit bis zu 12 Exemplaren pro Hektar in trockenen Gebieten und einer etwas größeren Population nach Regen, gilt der Bestand als stabil. Die IUCN listet die Freundliche Blattohrmaus als nicht gefährdet (least concern).